# Mujer leyendo una carta (Vermeer)
Mujer leyendo una carta, también Muchacha de azul leyendo una carta (en neerlandés, Brieflezende vrouw in het blauw), es una obra del pintor holandés Johannes Vermeer. Está realizada al óleo sobre lienzo. Fue pintada en 1663-1664. Mide 46,6 cm de alto y 39,1 cm de ancho. Se conserva en el Rijksmuseum de Ámsterdam, Países Bajos.
Como ocurre con La joven de la perla, la figura solitaria de una mujer permanece en pie, inmersa en sus pensamientos, esta vez en el centro de la composición. Lee una carta y parece completamente absorta en ello.
Esta pintura destaca por la simplicidad de la composición, que elimina la anteriormente obligatoria ventana de plomo a la izquierda. Incluso las sillas y la mesa que rodean a la principal y solitaria figura han perdido su importancia. Sólo el mapa sobre la pared rompe la uniformidad. La paleta de Vermeer se ha hecho muy delicada y sofisticada. Predomina el azul usado de manera amplia en la chaqueta de la mujer.
El primer plano de nuevo gana en énfasis según los preceptos derivados del telescopio invertido. Si no, el espectador se enfrentaría solamente con la majestuosidad pura de la figura principal, colocada contra la pared clara, cuya luminosidad está equibrada por el mapa pardusco. En su simplicidad clásica, grandeza y concepto casi abstracto, esta es una de las obras maestras de Vermeer.